# 🇦🇶
🇦🇶 is een Unicode vlagsequentie emoji die gebruikt wordt als regionale indicator voor Antarctica. De meest gebruikelijke weergave is die van de vlag van Antarctica (Barthams ontwerp), maar op sommige platforms (waaronder Microsoft Windows) ziet men de letters AQ.
De vlagsequentie is opgebouwd uit de combinatie van de Regional Indicator Symbols 🇦 (U+1F1E6) en 🇶 (U+1F1F6), tezamen de ISO 3166-1 alpha-2 code AQ voor Antarctica vormend.
Deze emoji is in 2010 geïntroduceerd met de Unicode 6.0-standaard.

## Gebruik

De landsvlag van Antarctica (Barthams ontwerp)

Deze emoji wordt gebruikt als regionale aanduiding van Antarctica. Dit is een van de weinige Unicode vlagsequenties die niet gebruikt wordt om een staat aan te geven.

## Codering

De Twemoji-implementatie

### Unicode
In Unicode vindt men de 🇦🇶 met de codesequentie U+1F1E6 U+1F1F6 (hex).

### Shortcode
Er zijn shortcodes  voor 🇦🇶; in Github kan deze opgeroepen worden met :antarctica:,  in Slack kan het karakter worden opgeroepen met de code :flag-aq:.